# Freyr kardja

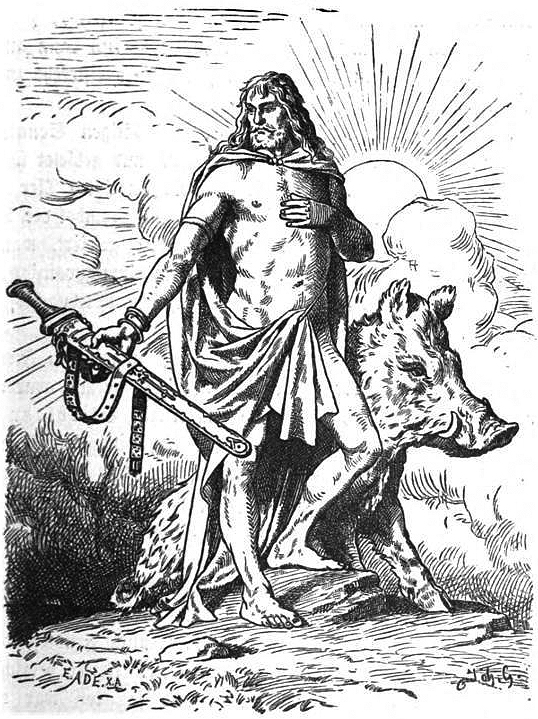
Johannes Gehrts: Freyr, a képen Freyr látható a kardjával.

A skandináv mitológiában Freyr a napfénnyel, a nyárral és a jó idővel kapcsolatos északi isten. Kardja azon kevés fegyverek egyike, amely képes önállóan harcolni. Mivel Freyr a kardot Skírnirnek adta át az óriásnő, Gerðr kezéért, a Ragnarökben meghal.

## Skandináv mitológia

### Prózai Edda
Freyr megkéri Skírnirt, hogy hozza el hozzá Gerðrt, de a hírnöke a kardját követeli tőle. Végül Freyr készségesen odaadja. Freyr kardjának elvesztése azonban hosszú távú következményekkel jár. A Prózai Edda szerint Freyrnek a kardja nélkül kellett megküzdenie Beli ellen, és egy aganccsal megölte őt. A Ragnaröknél, a világvégén az eredmény sokkal súlyosabb lesz. Freyrnek a tűzóriás Surtrral kell megküzdenie, és mivel nincs nála a kardja, vereséget szenved.

### Verses Edda
A Ragnarökkor a harcos istenek napja ragyog Surtr kardjából. Az egyik elmélet szerint a kard, amellyel Surtr megöli Freyrt, az ő saját kardja, amelyet Freyr korábban Gerðrért cserélt el. Ez a mítosz tragikumának egy újabb rétegét adná hozzá. Sigurður Nordal e nézet mellett érvelt, de az Ursula Dronke fordítása által képviselt lehetőség, miszerint egyszerű véletlen egybeesésről van szó, ugyanúgy lehetséges. A Skírnismál című versben a kardot Skírnir kapja, és Gerðr megfenyegetésére használja, de nem adják kifejezetten sem az óriásnőnek, sem az apjának, még kevésbé Surtrnak.

## A popkultúrában
Freyr kardja Rick Riordan Magnus Chase és Asgard istenei című fantasy regénysorozatában is megjelenik mint a "Sumarbrander" (becenevén "Jack") kard, a címszereplő főhős fő fegyvere.

## Fordítás
Ez a szócikk részben vagy egészben  a   Sword of Freyr című angol Wikipédia-szócikk ezen változatának fordításán alapul.  Az eredeti cikk szerkesztőit annak laptörténete sorolja fel. Ez a jelzés csupán a megfogalmazás eredetét és a szerzői jogokat jelzi, nem szolgál a cikkben szereplő információk forrásmegjelöléseként.